# Attentato di Matzuva
L'attentato di Matzuva fu un attacco terroristico avvenuto il 12 marzo 2002 in cui due militanti della Jihad islamica, infiltratisi in Israele dal Libano, aprirono il fuoco su veicoli civili che viaggiavano sulla strada Shlomi-Matzuva. Sei israeliani rimasero uccisi nell'attacco e uno ferito.

## L'attentato
Il 12 marzo 2002 due militanti della Jihad islamica attraversarono il confine, raggiunsero una montagna che domina la strada Shlomi-Matzuva e iniziarono a sparare con armi leggere e lanciare bombe a mano contro i veicoli che viaggiavano sulla strada, compreso un autobus per pendolari civili.
Cinque civili israeliani e un ufficiale dell'esercito israeliano furono uccisi e un membro del kibbutz Matzuva rimase ferito.
Gli aggressori furono uccisi in battaglia dalle forze di sicurezza israeliane.

### Vittime
- Lynne Livne, 49 anni, del kibbutz Hanita;[2]
- Tenente German Rojyakov, 25 anni, di Kiryat Shmona;[3]
- Yehudit Cohen, 33 anni, di Shlomi;[4]
- Alexei Kotman, 29 anni, del kibbutz Beit Hashita;[5]
- Ofer Kanerik, 44 anni, del moshav Betzet;[6]
- Atara Livne, 15 anni, del kibbutz Hanita.[7]

## I responsabili
Inizialmente i funzionari dell'intelligence israeliana credevano che l'attacco fosse stato organizzato da Hezbollah, sebbene Hezbollah non lo confermasse.